# Detern
Detern è un Flecken di 2 710 abitanti della Bassa Sassonia, in Germania.
Appartiene al circondario (Landkreis) di Leer (targa LER) ed è parte della comunità amministrativa (Samtgemeinde) di Jümme.

## Storia
Fino al 1º gennaio 1991 Detern aveva lo status di semplice comune; in tale data assunse lo status di Flecken.